# Karpato-Ukraina
Karpato-Ukraina – krótkotrwały organizm państwowy, istniejący na obszarze Rusi Zakarpackiej przez cztery dni w marcu 1939 r., następca autonomicznej Ukrainy Karpackiej.

## Historia
Od 1918 r. Ruś Zakarpacka, ze stolicą w Użhorodzie, wchodziła w skład ówczesnej Republiki Czechosłowackiej. Formalnie była jej autonomiczną częścią składową, jednak w rzeczywistości była zarządzana przez rząd centralny z Pragi. Tendencje autonomistyczne obudziły się wśród zamieszkujących te tereny Ukraińców w drugiej połowie lat trzydziestych XX wieku, głównie pod wpływem Organizacji Ukraińskich Nacjonalistów. Wzmocniło je wyraźne osłabienie rządu centralnego po układzie monachijskim. 8 października 1938 r. przedstawiciele wszystkich niepodległościowych stronnictw Rusi Zakarpackiej ogłosili autonomię tego kraju w ramach Republiki Czesko-Słowackiej. Pod naciskiem III Rzeszy rząd centralny w Pradze zaakceptował ten fakt (dwa dni wcześniej autonomię ogłosiła Słowacja).
11 października 1938 r. stronnictwa niepodległościowe sformowały rząd autonomicznej Rusi Zakarpackiej z Andrijem Brodijem jako premierem. Pod koniec października 1938 r. Brodij został aresztowany przez władze czesko-słowackie za otwarcie wyrażane poparcie dla aneksji Rusi przez Węgry. 26 października 1938 r. Kolejnym premierem został przedstawiciel stronnictwa rusińskiego ks. Augustyn Wołoszyn.
2 listopada 1938 r. Węgry, działając na podstawie pierwszego arbitrażu wiedeńskiego, zajęły południową część Rusi Zakarpackiej z dwoma największymi miastami – stołecznym Użhorodem i Mukaczewem. Zdarzenie to osłabiło moskalofilską i prowęgierską orientację wśród Rusinów, w wyniku czego wzrosły wpływy orientacji ukraińskiej (głównie OUN) i rusińskiej (Partii Narodowo-Chrześcijańskiej ks. Wołoszyna), działających w koalicji. Rząd Wołoszyna przeniósł się do powiatowego miasteczka Chust. Wkrótce premier Wołoszyn podzielił władzę w kraju między OUN, oddając mu kierownictwo sił zbrojnych, a narodowców rusińskich, oddając im zarząd spraw wewnętrznych. Rząd Wołoszyna podpisał umowy handlowe z III Rzeszą, zajmował się rozwojem kraju (zwłaszcza poprzez rozwój spółdzielczości rolnej) i rusińskiej oświaty, a przede wszystkim 9 listopada 1938 r. utworzył karpackie siły zbrojne – Sicz Karpacką, która wkrótce rozwinęła się w sprawną formację wojskową. 22 listopada 1938 r. Zgromadzenie Narodowe Republiki Czesko-Słowackiej uchwaliło nową konstytucję, przyznającą Rusi Zakarpackiej autonomię. Nazwa autonomicznego kraju od 30 grudnia 1938 r. brzmiała Ukraina Karpacka.
Dalsze losy Rusi Zakarpackiej zostały rozstrzygnięte przez politykę wielkich mocarstw. Irredenta węgierska skłoniła hitlerowskie Niemcy do zgody na anektowanie przez Węgry całej Rusi Zakarpackiej. Odpowiednie porozumienie podpisano 11 marca 1939 r. Po ogłoszeniu niepodległości przez Słowację 14 marca 1939, również Ruś Zakarpacka 15 marca, ogłosiła niepodległość, zaś sejm Ukrainy Karpackiej uchwalił konstytucję nowego państwa – Karpato-Ukrainy której prezydentem został Augustyn Wołoszyn, funkcję premiera objął Julijan Rewaj. Nie została ona jednak uznana przez żadne inne państwo. Adolf Hitler, mimo iż kilka godzin wcześniej dał przyzwolenie na niepodległość nowego państwa, teraz odmówił udzielenia pomocy i wezwał do niestawiania oporu wkraczającym wojskom węgierskim. Również Rumunia odmówiła prośbie Karpato-Ukrainy o udzielenie pomocy, zaś Polska  była do powstającego organizmu nastawiona wrogo, natomiast państwa leżące dalej, nie miały nawet czasu na ustosunkowanie się do niepodległości Karpato-Ukrainy, kres tego efemerycznego państwa nadszedł bowiem bardzo szybko.

### Atak Węgier
13 marca 1939 r. Hitler powiadomił rząd węgierski o planowanym wkroczeniu do Czechosłowacji w ciągu następnych 24 godzin, oraz zostawił mu wolną rękę w sprawie Ukrainy Karpackiej. Węgrzy natychmiast przedstawili 12-godzinne ultimatum rządowi czechosłowackiemu, w którym zażądali:
- opuszczenia przez wojsko czechosłowackie Karpackiej Ukrainy
- zwolnienia węgierskich więźniów politycznych
- swobody organizowania się
- ochrony węgierskiej własności
- wydania broni Węgrom

Rząd czechosłowacki nie wyraził zgody na wydanie broni, więc 14 marca 1939 r. o 6 rano wojska węgierskie zaatakowały Czechosłowację, w tym Karpacką Ukrainę. Równocześnie, w nocy 13/14 marca, bojownicy Siczy Karpackiej zaatakowali posterunki czechosłowackie w Chuście.
Węgrzy zaatakowali w trzech kierunkach – z Mukaczewa na Swalawę, z Użhorodu na Pereczyn, oraz następnego dnia ze wschodu na Sewlusz i Chust.
Walki były zajadłe, ale trwały krótko. Wojska czechosłowackie, wspierane przez jednostki Straży Ochrony Państwa (StOS) broniły się do 17 marca. W walkach uczestniczyły oddziały Siczy Karpackiej pod dowództwem Mychajła Kołodzynśkiego. Oddziały czechosłowackie i siczowe zostały zmuszone do wycofania się na teren Rumunii, a Kołodzynśkyj wraz ze swoim adiutantem Zenonem Kossakiem zostali schwytani i rozstrzelani.
Do 18 marca 1939 r. powstający organizm państwowy Karpato-Ukrainy został całkowicie zlikwidowany. 16 marca odbyły się na Przełęczy Tucholskiej uroczystości spotkania wojsk polskich i węgierskich i stworzenia wspólnej granicy. Stronę polską reprezentował gen. Mieczysław Boruta-Spiechowicz, a węgierską gen. Novak.
Ustawą z 23 czerwca 1939 parlament węgierski przyłączył Ruś Zakarpacką do Węgier. 7 lipca 1939 r. na Rusi Zakarpackiej wprowadzono węgierską administrację cywilną.
W 1945 r. Ruś Zakarpacka została włączona do ZSRR jako obwód zakarpacki Ukraińskiej SRR, a w 1991 r. stała się jednym z 24 obwodów niepodległej Ukrainy.